# Гранульований чай

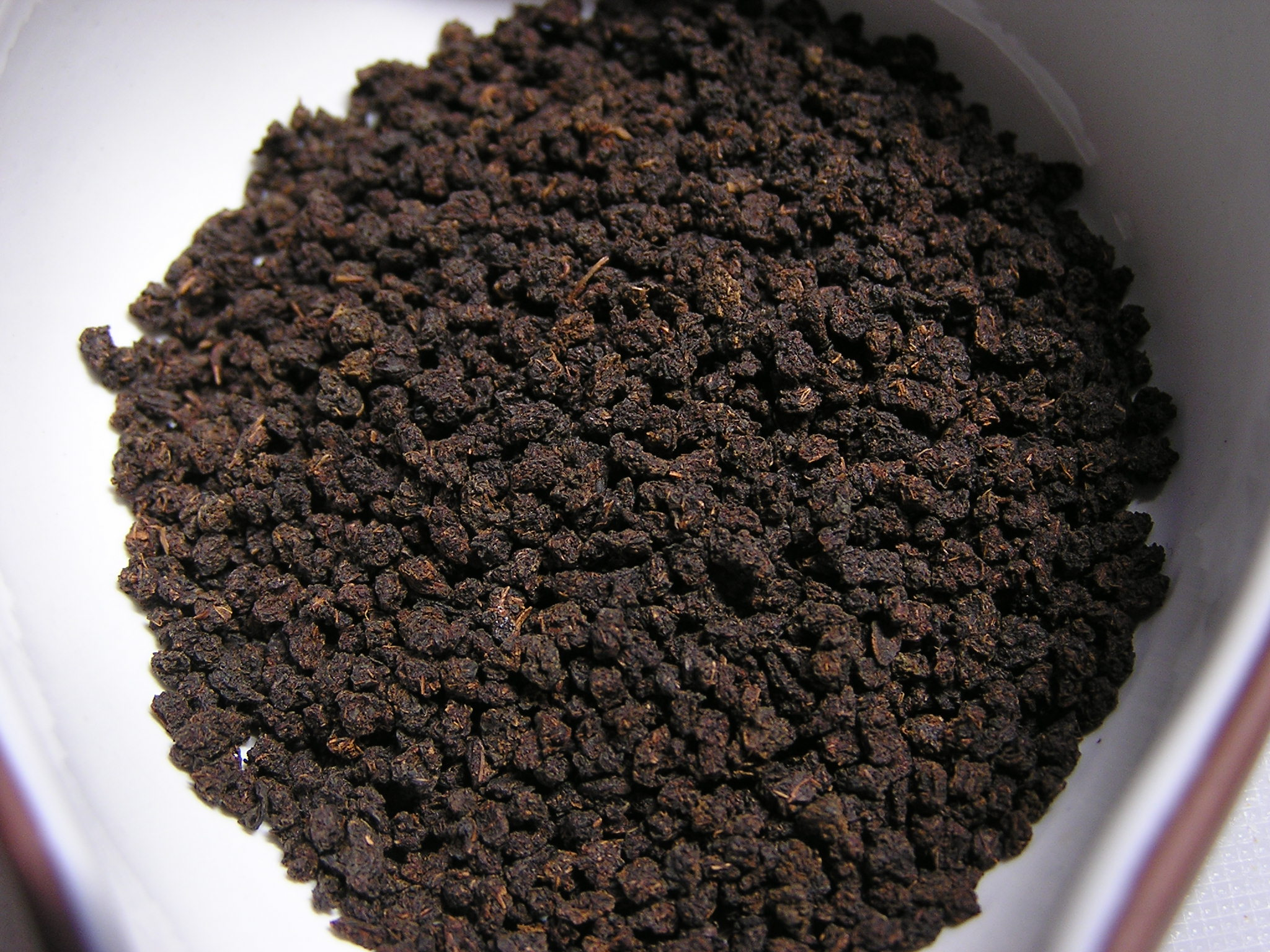
Гранульований індійський чай асам

Гранульований чай — низькоякісний ґатунок чаю, у процесі виготовлення якого сировина пройшла через спеціальну машину із зубчастими роликами, яка подрібнює та скручує чайні листочки. Гранульований чай займає перше місце за обсягами виробництва у світі.
Міжнародне маркування — CTC (англ. Crush, Tear, and Curl або Cut, Twist, Curl — «порізаний та скручений»). За технологією CTC виробляють лише чорний чай.
Технологію винайшов на початку 1930-х років У. МакКетчер (W. McKertcher). Найбільшого поширення технологія набула у 1950-ті роки в Африці та Індії. Технологія грануляції дозволяє уникнути більшості втрат сировини та виробляти чай стабільної, хоча і невисокої якості. Гранульований чай якнайкраще підходить для виробництва пакетованого чаю, який повинен мати низьку ціну та швидко заварюватися.

## Характеристики
Настій гранульованого чаю є міцним та гіркуватим. Смак та аромат є інтенсивними, але не надто приємними.